# Sjötofta kyrka
Sjötofta kyrka är en kyrkobyggnad i samhället Sjötofta i Tranemo kommun. Den tillhör sedan 2014 Tranemo församling (tidigare Sjötofta församling) i Göteborgs stift.

## Kyrkplatsen
Kyrkplatsen i Sjötofta (ursprungligen Skäggetofta, dialektalt ”schä:ta”) ligger invid Stomsjön. Omedelbart öster om kyrkan ligger den nedlagda järnvägen Limmared – Landeryd (Västra Centralbanan), vars stationssamhälle ligger utsträckt längs Bygärdesvägen, med stationsplan i jämnhöjd med socknens ursprungliga prästgård, med bevarade mangårdsbyggnad från 1700-talet (numera kallad Gamla Bygärde).

## Historia
Av församlingens första kyrka finns inget dokumenterat, men utgrävningar av medeltida lämningar pågick 2013 under ledning av biskop emeritus Bengt Wadensjö. Medeltida inventarier (bland annat storklockan) tyder på förekomsten av en medeltida kyrka.
År 1625 uppfördes en träkyrka som ska ha varit 17 meter lång och 8 meter bred. Den hade till en början ingen sakristia och klockstapel. Den bemålades invändigt av Erik Eriksson Grijs. När den gamla kyrkan revs och den nya uppfördes, såldes virket från den gamla på auktion. Endast rester har återfunnits och återlämnats till församlingen. Delar av dessa vackra figurmålningar kan man hitta i sakristian och i en innervägg i tornet.

## Kyrkobyggnaden
Den nuvarande kyrkan uppfördes 1853 av byggmästaren Johannes Pettersson från den kända byggmästargruppen i Sandhults socken, efter egna ritningar och inte efter de som utförts av arkitekten Johan Fredrik Åbom vid Överintendentsämbetet och som hade fastställts av Kungl. Maj:t. Byggnaden tillhör, tillsammans med kyrkorna i Ambjörnarp, Skephult, Mjöbäck och Älvsered i Halland, en enhetlig grupp av nästan identiska nyklassicistiska träkyrkor med femsidigt brutet korparti, fem fönsteraxlar, sydportal och smalare torn i väster. Exteriören är mycket välbevarad sedan byggnadstiden. Kyrkan är vitmålad med grå detaljer och stora fönster. Den invigdes den 15 augusti 1855 av biskop Anders Bruhn. I stenfoten under koret finns en liten blylåda tillverkad av Anders Sjölin med mynt från tiden för kyrkans uppförande: 1 riksdaler, 1 shilling och 4 rundstycken. 
Vid den senaste renoveringen lades tonvikten på tillgänglighet och samvaro: trappor och trösklar byggdes bort, möbleringen i koret blev mera flexibel genom ett fristående altarbord, så att prästen inte längre vänder ryggen mot församlingen vid nattvardsfirandet. Man byggde även ett kök, lillkyrka och barnlokaler under läktaren och i vapenhuset, vilka används vid körövningar, sammanträden och för barnverksamhet.
Kyrkan var ursprungligen ouppvärmd. År 1895 installerades en kamin, som gav en viss värme och först 1950 installerades modern uppvärmning, först användes lågtrycksånga, men numera direktverkande el.

## Inventarier

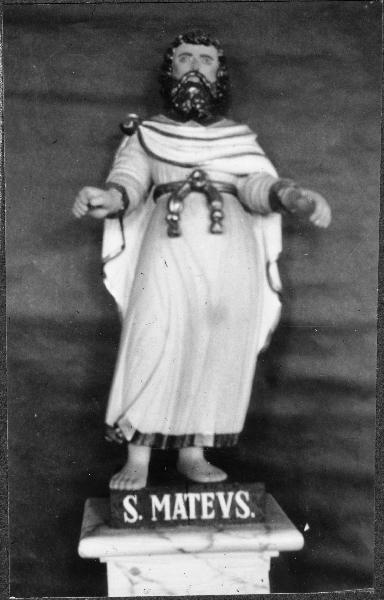
Träskulptur föreställande evangelisten Matteus.

- Altaret och predikstolen är tillverkade av Johannes Andersson i Ölsbo i Mjöbäck, som haft många sådana uppdrag i Halland och Västergötland. Altaruppsatsen består av ett förgyllt kors, där törnekronan och tavlan med anklagelseskriften påminner om vad Jesu lidande och död och den tomma svepningen om hans uppståndelse och seger. Bakom korset skymtar Jerusalems tempel och byggnader. Över altaruppsatsen och på altaret finns symbolen för Treeningheten. Predikstolen pryds även den av en bild som påminner om Jesu försoningsverk: korset, gisslet, staven med ättiksvampen och spjutet som stacks i Jesu sida. Under baldakinen återfinns Guds namn på hebreiska.
- Predikstolens timglas är från den gamla kyrkan.
- Dopfunt i trä från 1940, med målade blommotiv vid sockeln, är tillverkad av Erik Nilsson från Harplinge. Den imiterar stilen från den gamla kyrkans figurer och har inskriften I alla som haven blivit döpta till Kristus, haven iklätt Eder Kristus (Galaterbrevet 3:27). Den rymmer ett dopfat i nysilver från 1903 med inskriften Låten barnen komma till mig och förmenen dem det icke, ty Guds rike hör sådana till (Markusevangeliet 10:14). Dopkannan i silver är tillverkad 1972.
- Ljuskronorna är tillverkade av gelbgjutare Erik Johansson Hästö. De två lampetterna med levande ljus framme i koret och två ljusstakar på altaret är tillverkade av hans ättling Åke Lundin, Brämhult.
- Kyrksilvret är från 1790 och brudkronan från 1943.
- I sakristian finns en pilaster med ett utskuret, kronprytt huvud, kanske en bild av Maria som himladrottning.
- Ett antal statyer i färgskalan blått, vitt och guld har bevarats från den gamla kyrkan.
- I lillkyrkan under läktaren hänger ett krucifix, som flankeras av Jesu moder Maria och lärjungen Johannes, de enda av hans efterföljare som var med då han dog. Figurerna bör ha varit en del av altaruppsatsen, liksom bilderna på kyrkans långsida av Faderns utsträckta händer som skapar och uppehåller och den helige Andes duva.
- Statyerna av de fyra evangelisterna, som flankerar altaret, härstammar också från den gamla kyrkan. De känns igen på sina symboler människan (Matteus), lejonet (Markus), oxen (Lukas) och örnen (Johannes) hämtade från Hesekiel 1:10.
- Stånduret vid koret är från 1780.
- Brudstolar. Till höger vid inträdet i kyrkan står två små bänkar, som är brudstolar från 1700-talet. I dessa satt brud och brudgum längst fram i kyrkan på vackert broderade dynor, bröllopshyenden, som de sedan bevarade som minne av vigseln.

### Klockor
- Storklockan är av en senmedeltida normaltyp och saknar inskrift.[3]
- Lillklockan göts 1895, då en tidigare lillklocka spruckit.

### Orglar
- Den första orgeln med sju stämmor, var tillverkad 1870 av Carl Elfström från Jönköping.
- Det mekaniska verket till dagens läktarorgel är byggt 1925 av Levin Johansson bakom 1870 års stumma fasad. Verket renoverades och omdisponerades 1969 av Tostareds kyrkorgelfabrik och Sven-Anders Torstensson disponerade 2003 om verket ytterligare, så att det i möjligaste mån efterlikar Johanssons orgel från 1925. Instrumentet har nio stämmor fördelade på manual och pedal.[4][5]
- Den elektroniska kororgeln från 1994 är tillverkad av Allen Organ Co. i USA och har 22 stämmor samt en expander med ytterligare 20.